# Diecezja San Pedro de Macorís
Diecezja San Pedro de Macorís (łac. Dioecesis Sancti Petri de Macoris) – katolicka diecezja w Dominikanie należąca do archidiecezji Santo Domingo. Została erygowana 1 lutego 1997.

## Ordynariusze
- Francisco Ozoria Acosta (1997–2016)
- Santiago Rodríguez Rodríguez (od 2017)

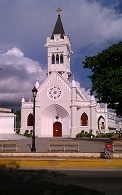
Katedra w San Pedro